# Playa Unión (Raa Bidxi)

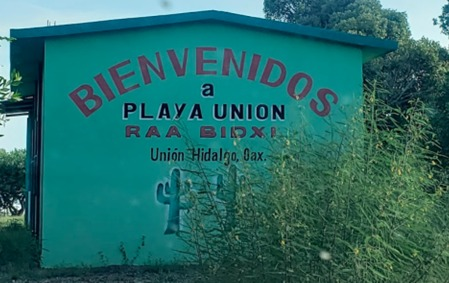
Entrada a Playa Unión

Playa Unión o Raa Bidxi es una localidad que se encuentra localizado en el Istmo de Tehuantepec, directamente al norte de la Laguna Superior en  Oaxaca, México en las Coordenadas 16°25′46.6″N 94°50′33.9″O / 16.429611, -94.842750. 

## Localización
Oficialmente se encuentra dentro de las tierras del Municipio de Juchitán de Zaragoza sin embargo es administrada por el Municipio de Unión Hidalgo.  Por este municipio recibe el nombre, y  se encuentra directamente comunicada por una brecha de camino por la cual igual se encuentra la localidad de Gubiña Guete'. 

## Descripción
Su cuerpo de agua es alimentado directamente por la Laguna Superior, dentro de la cuenca del Golfo de Tehuantepec. Su población ronda los 16 habitantes en su mayoría hombres y así mismo cuenta con la llegada diaria de pescadores, principalmente de las localidades de Santa Cruz de los Pescadores y Chicapa de Castro. En sus aguas se pescan, camarones y distintas especies de peces. También se  encuentra fauna marina de diferente espécimen.

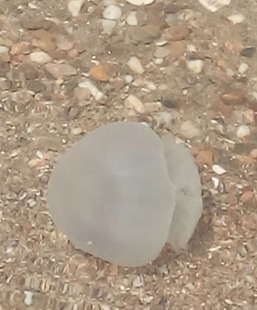
Fauna Presente en Playa Unión

## Fiesta de la Santa Cruz
En esta playa se lleva a cabo una de las principales fiestas del Municipio de Unión Hidalgo. Las festividades en honor a la Santa Cruz de los Pescadores, que es en donde se realizan diferentes actividades teniendo como escenario las orillas de esta playa, actividades deportivas y culturales, tales como: Pesca Deportiva, Voleibol Playero y Basquetbol, en el ámbito deportivo; misa, bailes y rituales en el ámbito cultural. 
Las fiestas comienzan con la misa a la Santa Cruz, en una capilla rústica que los pescadores locales construyeron en honor a este símbolo religioso, su fiesta principal se celebra el 3 de Mayo, día de la Santa Cruz.